# Хендрикс, Корнал
Корнал Хендрикс (англ. Cornal Hendricks; 18 апреля 1988, Парл — 14 мая 2025) — южноафриканский регбист, выступавший на позиции винга и инсайд-центра. Играл за клубы «Буллз» и «Читаз» в турнире Супер Регби, за «Блю Буллз» в Кубке Карри и «Блю Буллз XV» в турнире Регби Челлендж.

## Игровая карьера

### Ранние годы
Корнал Хендрикс родился 18 апреля 1988 года в Парле. Вырос в городе Веллингтон. В семье в регби играли отец, брат и дед, также на его выбор в пользу регби повлияла мать. Учился в малоизвестной школе Бергривера (африк. Bergrivier Hoërskool), в связи с чем не попадал на ежегодные турниры в рамках Недели Кравена, но сумел пробиться в молодёжный состав клуба «Боланд Кавальерс». За «Кавальерс» он дебютировал провёл в Премьер-дивизионе Кубка Карри 2008 года, отыграв на разных уровнях Кубка до 2012 года в составе «кавалеров».

### Читаз
В канун сезона Супер Регби 2014 Хендрикс заключил контракт с клубом «Читаз» и был включён в заявку на турнир. Дебютный матч в Супер Регби он провёл против клуба «Лайонз» в Блумфонтейне 15 февраля 2014 года, занеся одну попытку, но проиграв 20:21.

### В сборных
В составе сборной ЮАР по регби-7 («блицбоков») Хендрикс выступал в Мировой серии в сезонах 2012/2013 и 2013/2014. В 2013 году он попал в заявку сборной ЮАР на чемпионат мира в Москве, а также выиграл Всемирные игры в колумбийском Кали. По итогам года был признан лучшим игроком «блицбоков». В 2014 году он выиграл Игры Содружества в Глазго в составе сборной по регби-7.
В мае 2014 года Хендрикс был вызван на учебно-тренировочные сборы «спрингбоков», проводившиеся в канун летних тест-матчей, а 14 июня состоялся его дебют в матче против Уэльса в Дурбане, в котором Хендрикс занёс одну из пяти попыток своей сборной. Всего он сыграл 12 матчей, набрав 25 очков благодаря пяти попыткам; последняя игра прошла 25 июля 2015 года против Новой Зеландии в Йоханнесбурге. Продолжение карьеры в сборной не состоялось из-за проблем со здоровьем.

### Вынужденный перерыв
В середине 2015 года Хендрикс намеревался перейти в клуб «Стормерз», в составе которого должен был выступать в Супер Регби, а в Кубке Карри он собирался играть за его фарм-клуб «Уэстерн Провинс». Ради этого он заключил контракт со «Стормерз». Однако вскоре врачи обнаружили у Хендрикса серьёзные проблемы со здоровьем, означавшие невозможность продолжения регбийной карьеры, и контракт в итоге сорвался. Для игрока это стало серьёзным моральным ударом, поскольку он мечтал выступить за команду своей малой родины. Он утверждал, что у него пропало даже желание смотреть регби, несмотря на участие сборной в Олимпиаде. В декабре 2016 года клуб «Тулон» объявил о намерении подписать Хендрикса до конца сезона Топ-14, но через несколько недель объявил об отмене трансфера.

### Последние годы
После того, как «Буллз» провели выставочный матч против США, они решили снова обратиться к услугам Хендрикса и провели его полноценное медицинское обследование: результаты показали, что игроку можно выступать. В 2019 году он вернулся в регби и поиграл ещё пять лет. В сезоне 2020/2021 он стал капитаном «Буллз» и завоевал приз лучшего игрока Кубка Карри, но так и не вернулся в какую-либо сборную. В последние два сезона выступлений он уже не показывал былой мощи и в 2024 году ушёл из клуба, надеясь в 2025 году сыграть за «Боланд Кавальерс» и вывести их в высший дивизион Кубка Карри.
Всего за 17 лет карьеры он сыграл 233 матча на топ-уровне, в том числе 72 матча за «Буллз» в Супер Регби и United Rugby Championship, а также 43 матча за «Блю Буллз» в Кубке Карри. Ещё 68 матчей он сыграл за «Боланд» и 28 за «Читаз».

## Стиль игры
Антропометрические данные на 2014 год: рост 189 см, вес 92 кг. Отличался достаточно высокой скоростью, характерной для игроков в регби-7.

## Личная жизнь
Хендрикс называл своим любимым фильмом «Дорогой Джон», любимым музыкальным жанром — современный ритм-энд-блюз, любимой едой — пасту. У него была жена Стефани и двое детей. Он был очень религиозным человеком и утверждал, что христианская вера помогала ему справиться с любыми заболеваниями и эмоциональными сложностями. Он основал благотворительный фонд, который назвал своим именем.
Хендрикс умер 14 мая 2025 года в возрасте 37 лет от инфаркта.

## Достижения

### Клубные
- Победитель Кубка Карри: 2020/2021[англ.], 2021[англ.]
- Финалист Кубок Про14[англ.]: 2021
- Финалист United Rugby Championship: 2021/2022[англ.]

### В сборной
- Победитель Всемирных игр: 2013[5]
- Чемпион Игр Содружества: 2014[5]

### Личные
- Игрок года в сборной по регби-7: 2013[2]
- Игрок года в Кубке Карри: 2020/2021[англ.]

## Статистика за сборную

### Тест-матчи
| Противник      | Игры | Выигрыши | Ничьи | Проигрыши | Попытки | Реализации | Штрафные | Дроп-голы | Очки | Процент побед |
| -------------- | ---- | -------- | ----- | --------- | ------- | ---------- | -------- | --------- | ---- | ------------- |
| Аргентина      | 2    | 2        | 0     | 0         | 1       | 0          | 0        | 0         | 5    | 100           |
| Австралия      | 2    | 1        | 0     | 1         | 1       | 0          | 0        | 0         | 5    | 50            |
| Ирландия       | 1    | 0        | 0     | 1         | 0       | 0          | 0        | 0         | 0    | 0             |
| Новая Зеландия | 2    | 1        | 0     | 1         | 1       | 0          | 0        | 0         | 5    | 50            |
| Уэльс          | 3    | 2        | 0     | 1         | 2       | 0          | 0        | 0         | 10   | 66.67         |
| Шотландия      | 1    | 1        | 0     | 0         | 0       | 0          | 0        | 0         | 0    | 100           |
| Итого          | 11   | 7        | 0     | 4         | 5       | 0          | 0        | 0         | 25   | 63.64         |

### Попытки
| Попытка | Противник      | Город                      | Стадион                  | Турнир               | Дата             | Итоговый счёт   |
| ------- | -------------- | -------------------------- | ------------------------ | -------------------- | ---------------- | --------------- |
| 1       | Уэльс          | Дурбан, ЮАР                | Кингс Парк               | Летний тест-матч     | 14 июня 2014     | Победа 38:16    |
| 2       | Уэльс          | Нельспрёйт, ЮАР            | Мбомбела                 | Летний тест-матч     | 21 июня 2014     | Победа 31:30    |
| 3       | Аргентина      | Сальта, Аргентина          | Падре Эрнесто Мартеарена | Чемпионат регби 2014 | 23 августа 2014  | Победа 33:31    |
| 4       | Австралия      | Перт, Австралия            | Патерсон                 | Чемпионат регби 2014 | 6 сентября 2014  | Поражение 23:24 |
| 5       | Новая Зеландия | Веллингтон, Новая Зеландия | Уэстпак                  | Чемпионат регби 2014 | 13 сентября 2014 | Поражение 10:14 |